# Olga Maynard
Olga Maynard (Belém, 16 de janeiro de 1913 – , 26 de dezembro de 1994) foi uma escritora e educadora americana nascida no Brasil. Foi autora  de artigos e monografias sobre dança e dançarinos. Os seus livros publicados são sobre ballet, dança moderna, ópera e integração das artes performativas no ensino geral. Deu muitas palestras e exerceu atividade internacional como historiadora da dança e educadora de artes liberais – também como crítica, jurista e consultora. Publicou centenas de artigos analisando a maioria das principais figuras e instituições do "boom da dança" de meados da década de 1960 até à década de 1980, interagindo com as principais figuras e instituições das artes, nomeadamente da dança.

## Primeiros anos
Nasceu em Belém, estado do Pará, na Amazônia brasileira, como Myriol Olga Gittens, a mais velha dos seis filhos de Frederick Morton Gittens e Jeanne Arsenne Borde. A família instalou-se em Port of Spain, Trinidad, da qual um ancestral, Pierre-Gustave-Louis Borde, publicou uma história em 1876. Precocemente ativa no florescente cenário literário e artístico daquela cidade durante as décadas de 1930 e 1940, publicou jornalismo, poesia, ficção e crítica em periódicos, notadamente no jornal Trinidad Guardian. Casou-se aos dezenove anos e teve quatro filhos com dois maridos, incluindo o futuro romancista Leonard Wibberley. Casou-se aos dezanove anos e teve quatro filhos com dois maridos, incluindo o futuro romancista Leonard Wibberley. Em 1943, juntou-se a Wibberley na cidade de Nova Iorque.

## Carreira
Em Nova Iorque, iniciou  pesquisas sobre  ballet, bem como uma longa carreira como reformadora educacional, particularmente no que diz respeito à integração das artes teatrais nos sistemas existentes. Em 1947 deixou Nova Iorque e Wibberley, para se estabelecer em Yuma, Arizona, com ER Maynard, com quem teve mais dois filhos. Absorvida por questões domésticas em circunstâncias económicas e culturais limitadoras, obteve apoio e inspiração da amizade com a professora de dança Merlyn Legge. Sua família mudou-se para La Mesa, Califórnia, em 1955, onde ela escreveu resenhas e artigos para The San Diego Union, e concluiu The Ballet Companion. Seu sucesso marcou o início de sua carreira editorial.
Depois de um início tardio, a carreira de Olga Maynard teve rapidamente uma virada. Na época da publicação do primeiro livro (1957), ela já estava em fase de pesquisa para seu trabalho principal, The American Ballet, que estava em planejamento desde sua chegada a Nova Iorque. Mais do que uma ajuda para principiantes do tipo "como olhar e como ouvir", ou uma coleção de ensaios críticos, este livro constituiu uma tentativa ousada de conceitualizar toda a dança na América, desde as suas raízes nativas e coloniais até o presente, para os seus praticantes e para o seu público, e assim encorajar o seu futuro. Sobre ele, Ted Shawn escreveu que “o que estava, informe em palavras, na consciência dos artistas de dança é explicitado aqui”, mas foi escrito do ponto de vista de um público que ela argumentou ser distintamente americano. Com Agnes de Mille recomendando o primeiro livro de um desconhecido como "uma chave, um talismã" para jovens dançarinos, e Shawn saudando o segundo como "um agente catalisador ideal entre o palco e o público", ela estava bem posicionada para o início do 'boom de dança'.
Olga Maynard ganhou crescente experiência universitária como professora convidada na California State University Long Beach, na Universidade de Utah, na Universidade de Oregon e na Universidade da Califórnia, Irvine. Embora tenha continuado a publicar localmente, em meados da década de 1960, como parte de um crescimento cultural de interesse pela dança, assumiu uma posição nacional como escritora sobre dança e artes cênicas, desenvolvendo amizades próximas com personalidades da dança como Shawn e Maria. Chefe alto . Tallchief foi o tema do livro seguinte, que foi um “estudo específico de uma bailarina americana em seu ambiente”. O próximo desenvolvimento de The American Ballet foi sua extensão para seu livro mais vendido, American Modern Dancers . Esse livro tem o subtítulo, “ Os Pioneiros ”, o que implica uma sequência – talvez conforme esboçado em um diagrama de “árvore genealógica” no final. Mas apesar das associações de Maynard com Helen Tamiris, Katherine Litz, Pauline Koner e Bruce King, tal 'sequência' teria que ser conjecturada a partir de seus artigos subsequentes sobre eles, Merce Cunningham, Carolyn Brown e outros, incluindo seu último livro, sobre Judith Jamison e Alvin Ailey. Seus próximos dois projetos de livros (sobrepostos) trouxeram seu trabalho de volta às questões básicas da educação e "como olhar e como ouvir".
O regresso às preocupações educativas foi consolidado por um convite, em 1969, para integrar o corpo docente do novo Departamento de Dança profissional, academicamente único, de Eugene Loring na Escola de Belas Artes de Dean Clayton Garrison, na Universidade da Califórnia, Irvine (ingressado quatro anos depois por Antony Tudor ). Os programas de Garrison e Loring incentivavam explicitamente o contacto contínuo com artistas em atividade, na dança e nas artes visuais: um arranjo inusitado, felizmente ideal para equilibrar duas das vocações de Maynard, que se estabeleceu permanentemente em Irvine, Califórnia. Capaz de colocar suas ideias sobre a educação em humanidades no ambiente institucional, na UCI Maynard ajudou a desenvolver e ministrar cursos de graduação e pós-graduação no programa MFA, que ela havia escrito originalmente. Seus cursos incluíam história e estética da dança, elementos de performance, ópera, crítica, pesquisa e bibliografia. Lecionou seminários para licenciados, bem como cursos de grande dimensão, cursos para o sistema de extensão da Universidade da Califórnia e palestras na UC-Berkeley. Continuou neste cargo como Professora Catedrática, fazendo também parte do Senado da Universidade, do comité executivo para a educação comunitária e do comité consultivo do Chanceler para assuntos das minorias, até 1989.
Dadas as políticas profissionais da escola, neste período a Professora Maynard escreveu artigos e peças mais curtas, e fez viagens frequentes na América do Norte e ao estrangeiro (incluindo significativamente o bloco soviético e Cuba) como entrevistadora, jurista de dança, crítica, participante em conferências, investigadora e conferencista. Ela estudou repertório czarista com Peter Gusev, diretor do Instituto Coreográfico de Leningrado, e observou e comentou não apenas a dança teatral internacional, mas também - voltando às suas raízes - a 'dança mundial' de derivações étnicas ou folclóricas. Entre os coreógrafos com quem trabalhou em estreita colaboração em questões de história, período e estilo estavam George Balanchine, Robert Joffrey, Gerald Arpino, John Neumeier, Norbert Vesak. Seus “elogios e louros” na UCI incluem aqueles por realização profissional (1981) e ensino diferenciado (1987). Por seu apoio às minorias raciais nas artes, ela recebeu o prêmio Rainbow, também um prêmio da União de Língua Inglesa por promover a compreensão internacional. A gala de sua aposentadoria adiada da UCI contaria com a presença de importantes coreógrafos e dançarinos.
A atividade universitária correspondeu a um declínio na produção de livros de Olga Maynard. Tendo publicado seis livros em onze anos, publicou apenas mais um nos seus últimos vinte e seis anos. Este facto foi, em certa medida, compensado pelas suas publicações mais curtas durante os anos universitários, principalmente no que se tornou o periódico de dança de referência, a Dance Magazine . Embora já tivesse escrito mais de vinte artigos para aquela revista, começando em 1970, quando William Como assumiu o cargo de editor-chefe da Dance, ela teve uma média de publicação por mês, durante seis anos. Alguns desses artigos - principalmente os da série "Portfólio" de Como e Richard Philp, impressos em papel grosso, com design artístico de Herbert Migdoll - equivalem a monografias de pesquisa, ainda anunciadas de forma independente em sites. Isto ocorreu numa época em que o mundo da dança em desenvolvimento constituía algo como um “mundo”, não apenas com uma extensão espacial, mas com um sentido de passado e futuro, porque, enquanto o jornalismo o mantinha perante o público em geral, a dança ajudava a coordená-lo internamente.
A morte de seu marido em 1984, juntamente com as mudanças no cenário da dança e da universidade, marcaram o relativo afastamento de Olga Maynard da aparição pública e da publicação. A perda pessoal foi a principal de uma série ao longo de sete anos, de Loring e Balanchine a Como e Robert Joffrey, e o início da epidemia de AIDS, que atingiu o mundo da dança com especial veemência.

## Académica e crítica de dança
Testemunhos do mundo da dança mostram que entre eles Olga Maynard foi reconhecida como uma artista literária, que dedicou o seu talento a dar-lhes voz. Ela deu muitas palestras e demonstrações com companhias de dança, notadamente com o Robert Joffrey Ballet, e seus conselhos foram particularmente úteis para as duas principais companhias de balé do Canadá, The National Ballet of Canada e The Royal Winnipeg Ballet, bem como para artistas individuais como como Rudolf Nureyev . Os seus escritos, palestras e actividades celebravam o dançar mais do que "a dança" e, embora se considerasse uma especialista em estética, não tinha qualquer interesse na escrita crítica por si só, ou em teorias sobre ela.
Maynard é também um caso raro, em qualquer forma de arte, de uma crítica contemporânea de renome que é também uma historiadora da arte ativa no trabalho de campo, explorando-o através de fontes de biblioteca, entrevistas e documentos pessoais de contemporâneos. Este facto tem duas implicações. Em primeiro lugar, ao contrário da maioria dos críticos estadunidenses  da época, ela tinha conhecimentos culturais e afinidade com a história europeia e russa, incluindo todas as suas artes, e viajou muito. Em segundo lugar, para além das suas interpretações e avaliações, as suas publicações caracterizam-se pela precisão, pelos nomes e pelas datas verificadas pelos factos, o que, por si só, lhes confere um valor permanente, nomeadamente no que se refere a acontecimentos e carreiras. Poucos críticos de arte desse período lecionaram também cursos de pós-graduação sobre bibliografia. Os seus escritos -em particular os seus livros- são, mais uma vez, incomuns para a crítica de arte pelas suas raízes na educação, academicamente desde crianças até ao trabalho de estúdio e de pós-graduação, no seio de uma comunidade de dança que ajudou a informar e a manter, e também para audiências gerais que apoiam as artes.
Uma última característica, compreensivelmente esquecida, é que Olga Maynard foi uma fusão não apenas de características díspares, mas de características poderosas – incluindo características que a sociedade americana, com a sua tendência a olhar para o Oriente e para o Ocidente em busca das suas influências, negligencia: a América do Sul. Embora tenha publicado principalmente sobre dança de concerto ocidental, os primeiros interesses de Olga Maynard pelas danças afro-caribenhas e outras danças das Índias Ocidentais e do Brasil foram formativos: seu discernimento analítico ligado a uma memória de particularidade sensual, moldando suas palavras e frases.
Todos os estilos regionais e de época são abrangidos pela sua observação: “Dançar é uma profissão séria, honrosa e nobre”.